# Associazione Calcio Reggiana 1982-1983
Questa voce raccoglie le informazioni riguardanti l'Associazione Calcio Reggiana nelle competizioni ufficiali della stagione 1982-1983.

## Stagione
In luogo di Franco Vacondio il nuovo presidente è Giovanni Vandelli (mentre Moreno Roggi è il nuovo direttore sportivo), promette una stagione di alto livello e allo Stadio Mirabello si costruiscono i nuovi distinti in cemento. A lavori ultimati la capienza dello stadio arriva a sfiorare le ventimila unità, con posti in piedi. Per la terza stagione di fila viene confermato sulla panchina granata Romano Fogli.

Da sinistra: Il capitano reggiano Sola, quello bolognese Colomba e l'altro reggiano Pallavicini nel derby emiliano del 9 gennaio 1983 al Mirabello (0-0).

Gianfranco Matteoli lascia Reggio e viene ripreso dal Como, ritorna Lorenzo Mossini, se ne va al Monza Stefano Trevisanello e con lui Giancarlo Corradini al Torino, Giovanni Bruzzone viene ceduto al Parma che lo gira al Livorno, mentre Flaviano Zandoli lascia il calcio. Arrivano:  Giovanni Francini (dal Torino, sarà al Napoli scudettato del 1990), Alberto Di Chiara (dalla Roma, sarà al Parma e in Nazionale), Luciano Bruni (dalla Fiorentina, vincerà lo scudetto col Verona nel 1985), Fulvio Zuccheri (dal Bologna) e Amerigo Paradiso (dal Foggia), poi a novembre arrivano Francesco Boito (dal Genoa) e Vito Graziani (dal Brescia), Walter Mazzarri (dalla Fiorentina, sarà allenatore, tra le altre, del Napoli e del Torino). Questa Reggiana promette ma non mantiene le promesse. Così dopo il pareggio interno con l'Arezzo del 28 gennaio del 1983, al termine del girone di andata con la Reggiana ultima con 14 punti, l'allenatore Romano Fogli viene sostituito con Giambattista Fabbri, che lancia in prima squadra il giovane Giovanni Invernizzi (sarà nella Sampdoria dello scudetto del 1991). Dopo la sconfitta interna col Milan (2-3) si dischiudono le porte della C1. L'ultima gara ad Arezzo (2-2) segna la retrocessione della Reggiana.
Nella Coppa Italia la Reggiana disputa, prima del campionato, il primo girone di qualificazione, che promuove agli ottavi di finale il Torino ed il Cagliari, vi ottiene una vittoria, un pareggio e tre sconfitte.

## Divise e sponsor
| Prima divisa |

## Rosa
| N. |                   | Ruolo | Calciatore        |
| -- | ----------------- | ----- | ----------------- |
|    | Italia (bandiera) | A     | Francesco Boito   |
|    | Italia (bandiera) | C     | Roberto Bosco     |
|    | Italia (bandiera) | C     | Luciano Bruni     |
|    | Italia (bandiera) | A     | Andrea Carnevale  |
|    | Italia (bandiera) | C     | Germano Carnevale |
|    | Italia (bandiera) | D     | Roberto Catterina |
|    | Italia (bandiera) | D     | Alberto Di Chiara |
|    | Italia (bandiera) | P     | Sergio Eberini    |
|    | Italia (bandiera) | D     | Giovanni Francini |
|    | Italia (bandiera) | C     | Mirko Fogli       |
|    | Italia (bandiera) | C     | Ezio Galasso      |
|    | Italia (bandiera) | C     | Vito Graziani     |

| N. |                   | Ruolo | Calciatore           |
| -- | ----------------- | ----- | -------------------- |
|    | Italia (bandiera) | D     | Antonino Imborgia    |
|    | Italia (bandiera) | D     | Giovanni Invernizzi  |
|    | Italia (bandiera) | D     | Giuseppe Lelj        |
|    | Italia (bandiera) | P     | Leonardo Lovari      |
|    | Italia (bandiera) | C     | Walter Mazzarri      |
|    | Italia (bandiera) | A     | Lorenzo Mossini      |
|    | Italia (bandiera) | D     | Amerigo Paradiso     |
|    | Italia (bandiera) | D     | Giuseppe Pallavicini |
|    | Italia (bandiera) | C     | Luciano Sola         |
|    | Italia (bandiera) | D     | Piero Volpi          |
|    | Italia (bandiera) | C     | Fulvio Zuccheri      |

## Risultati

### Serie B

#### Girone di andata
| Reggio Emilia 12 settembre 1982 1ª giornata | Reggiana         | 0 – 0 | Bari | Stadio Mirabello\| Arbitro: \| Casarin (Milano) \| |
| Arbitro:                                    | Casarin (Milano) |       |      |                                                    |

| Arbitro: | Giaffreda (Roma) |

|              |           |  |
| Facchini 87’ | Marcatori |  |

| Arbitro: | Lamorgese (Potenza) |

|  |           |                  |
|  | Marcatori | 13’ (aut.) Volpi |

| Catania 3 ottobre 1982 4ª giornata | Catania      | 0 – 0 | Reggiana | Stadio Cibali\| Arbitro: \| Baldi (Roma) \| |
| Arbitro:                           | Baldi (Roma) |       |          |                                             |

| Arbitro: | Leni (Perugia) |

|              |           |           |
| Carnevale 5’ | Marcatori | 30’ Galia |

| Arbitro: | De Marchi (Novara) |

|           |           |           |
| Silva 19’ | Marcatori | 49’ Volpi |

| Arbitro: | Falzier (Treviso) |

|  |           |            |
|  | Marcatori | 28’ Mattei |

| Arbitro: | Giaffreda (Roma) |

|                  |           |  |
| Mauti 70’ (rig.) | Marcatori |  |

| Arbitro: | Pirandola (Lecce) |

|                                                         |           |           |
| Imborgia 7’ Bruni 57’ (rig.) Carnevale 65’ Mazzarri 78’ | Marcatori | 45’ Mitri |

| Arbitro: | Pezzella (Frattamaggiore) |

|                    |           |               |
| De Rosa 58’ (rig.) | Marcatori | 48’ Carnevale |

| Reggio Emilia 21 novembre 1982 11ª giornata | Reggiana           | 0 – 0 | Atalanta | Stadio Mirabello\| Arbitro: \| Sguizzato (Verona) \| |
| Arbitro:                                    | Sguizzato (Verona) |       |          |                                                      |

| Arbitro: | Polacco (Conegliano) |

|                         |           |            |
| Boito 28’ Carnevale 53’ | Marcatori | 72’ Navone |

| Arbitro: | Redini (Pisa) |

|              |           |              |
| Rebonato 76’ | Marcatori | 39’ Graziani |

| Reggio Emilia 12 dicembre 1982 14ª giornata | Reggiana            | 0 – 0 | Lazio | Stadio Mirabello\| Arbitro: \| Menicucci (Firenze) \| |
| Arbitro:                                    | Menicucci (Firenze) |       |       |                                                       |

| Arbitro: | Patrussi (Ravenna) |

|                              |           |               |
| Mileti 4’ Orlandi 19’ (rig.) | Marcatori | 59’ Carnevale |

| Arbitro: | Pirandola (Lecce) |

|                           |           |  |
| Verza 37’, 82’ Jordan 46’ | Marcatori |  |

| Reggio Emilia 9 gennaio 1983 17ª giornata | Reggiana           | 0 – 0 | Bologna | Stadio Mirabello\| Arbitro: \| Bianciardi (Siena) \| |
| Arbitro:                                  | Bianciardi (Siena) |       |         |                                                      |

| Arbitro: | Polacco (Conegliano) |

|                                 |           |               |
| Tivelli 47’, 89’ Di Michele 80’ | Marcatori | 26’ Carnevale |

| Arbitro: | Lombardo (Marsala) |

|              |           |             |
| Carnevale 5’ | Marcatori | 31’ Sartori |

#### Girone di ritorno
| Arbitro: | Magni (Bergamo) |

|                            |           |               |
| De Martino 39’ Baldini 41’ | Marcatori | 50’ Carnevale |

| Arbitro: | Longhi (Roma) |

|              |           |                     |
| Graziani 34’ | Marcatori | 36’ (rig.) Parlanti |

| Arbitro: | Ballerini (La Spezia) |

|               |           |              |
| D'Ottavio 11’ | Marcatori | 23’ Graziani |

| Arbitro: | Leni (Perugia) |

|           |           |  |
| Boito 35’ | Marcatori |  |

| Arbitro: | Esposito (Torre del Greco) |

|           |           |             |
| Butti 48’ | Marcatori | 23’ Mossini |

| Reggio Emilia 13 marzo 1983 25ª giornata | Reggiana      | 0 – 0 | Sambenedettese | Stadio Mirabello\| Arbitro: \| Redini (Pisa) \| |
| Arbitro:                                 | Redini (Pisa) |       |                |                                                 |

| Varese 20 marzo 1983 26ª giornata | Varese             | 0 – 0 | Reggiana | Stadio Franco Ossola\| Arbitro: \| Lombardo (Marsala) \| |
| Arbitro:                          | Lombardo (Marsala) |       |          |                                                          |

| Arbitro: | Magni (Bergamo) |

|                                     |           |             |
| Pallavicini 58’ Graziani 90’ (rig.) | Marcatori | 7’ Pagliari |

| Arbitro: | Menegali (Roma) |

|                   |           |  |
| Pradella 80’, 82’ | Marcatori |  |

| Arbitro: | Polacco (Conegliano) |

|                                |           |               |
| Mossini 24’ Carnevale 52’, 64’ | Marcatori | 62’ Marmaglio |

| Arbitro: | Pieri (Genova) |

|                                                                       |           |              |
| Pacione 5’ Mutti 11’ Catterina 19’ (aut.) Magrin 59’ Magnocavallo 86’ | Marcatori | 64’ Graziani |

| Arbitro: | D'Elia (Salerno) |

|                           |           |                           |
| Roccotelli 4’ Stimpfl 14’ | Marcatori | 13’ Mossini 38’ Carnevale |

| Arbitro: | Agnolin (Bassano del Grappa) |

|               |           |             |
| Di Chiara 80’ | Marcatori | 65’ Finardi |

| Arbitro: | Redini (Pisa) |

|                              |           |                                            |
| Giordano 7’, 51’, 64’ (rig.) | Marcatori | 11’ (aut.) Miele 54’ Graziani 85’ Imborgia |

| Reggio Emilia 15 maggio 1983 34ª giornata | Reggiana              | 0 – 0 | Lecce | Stadio Mirabello\| Arbitro: \| Ballerini (La Spezia) \| |
| Arbitro:                                  | Ballerini (La Spezia) |       |       |                                                         |

| Arbitro: | Menegali (Roma) |

|                          |           |                                          |
| Graziani 26’ Mossini 68’ | Marcatori | 10’ Battistini 33’ Incocciati 42’ Icardi |

| Arbitro: | D'Elia (Salerno) |

|                             |           |           |
| Roselli 27’ Frappampina 86’ | Marcatori | 77’ Boito |

| Arbitro: | Pieri (Genova) |

|                                                 |           |                                 |
| Boito 41’, 73’ Pallavicini 54’ Bruni 77’ (rig.) | Marcatori | 64’, 78’ Bilardi 82’ Di Michele |

| Arbitro: | Ciulli (Roma) |

|                    |           |                               |
| Neri 10’ Butti 74’ | Marcatori | 39’ Bruni 89’ (rig.) Graziani |

### Coppa Italia

#### Primo girone
| Reggio Emilia 18 agosto 1982 1ª giornata | Reggiana        | 0 – 2 A tav. | Cagliari | Stadio Mirabello\| Arbitro: \| Facchin (Udine) \| |
| Arbitro:                                 | Facchin (Udine) |              |          |                                                   |

| Arbitro: | Menicucci (Firenze) |

|              |           |                          |
| Paradiso 18’ | Marcatori | 47’ Bonesso 77’ Selvaggi |

| Arbitro: | Esposito (Torre del Greco) |

|           |           |               |
| Gorin 31’ | Marcatori | 56’ Carnevale |

| Arbitro: | Pezzella (Frattamaggiore) |

|  |           |                             |
|  | Marcatori | 14’, 35’ Pradella 51’ Bolis |

| Arbitro: | Testa (Prato) |

|  |           |                                      |
|  | Marcatori | 30’, 71’ Paradiso 40’, 60’ Carnevale |

## Statistiche

### Statistiche di squadra
| Competizione | Punti | In casa | In casa | In casa | In casa | In casa | In casa | In trasferta | In trasferta | In trasferta | In trasferta | In trasferta | In trasferta | Totale | Totale | Totale | Totale | Totale | Totale | DR  |
| Competizione | Punti | G       | V       | N       | P       | Gf      | Gs      | G            | V            | N            | P            | Gf           | Gs           | G      | V      | N      | P      | Gf     | Gs     | DR  |
| ------------ | ----- | ------- | ------- | ------- | ------- | ------- | ------- | ------------ | ------------ | ------------ | ------------ | ------------ | ------------ | ------ | ------ | ------ | ------ | ------ | ------ | --- |
| Serie B      | 32    | 19      | 6       | 10      | 3       | 22      | 16      | 19           | 0            | 10           | 9            | 17           | 33           | 38     | 6      | 20     | 12     | 39     | 49     | -10 |
| Coppa Italia | 3     | 3       | 0       | 0       | 3       | 1       | 7       | 2            | 1            | 1            | 0            | 5            | 1            | 5      | 1      | 1      | 3      | 6      | 8      | -2  |
| Totale       |       | 22      | 6       | 10      | 6       | 23      | 23      | 21           | 1            | 11           | 9            | 22           | 34           | 43     | 7      | 21     | 15     | 45     | 57     | -12 |

### Statistiche dei giocatori
| Giocatore      | Serie B  | Serie B | Serie B     | Serie B    | Coppa Italia | Coppa Italia | Coppa Italia | Coppa Italia | Totale   | Totale | Totale      | Totale     |
| Giocatore      | Presenze | Reti    | Ammonizioni | Espulsioni | Presenze     | Reti         | Ammonizioni  | Espulsioni   | Presenze | Reti   | Ammonizioni | Espulsioni |
| -------------- | -------- | ------- | ----------- | ---------- | ------------ | ------------ | ------------ | ------------ | -------- | ------ | ----------- | ---------- |
| F. Boito       | 24       | 5       | ?           | ?          | -            | -            | -            | -            | 24       | 5      | 0+          | 0+         |
| R. Bosco       | 1        | 0       | ?           | ?          | 2            | 0            | ?            | ?            | 3        | 0      | ?           | ?          |
| L. Bruni       | 28       | 2       | ?           | ?          | 1            | 0            | ?            | ?            | 29       | 2      | ?           | ?          |
| A. Carnevale   | 33       | 11      | ?           | ?          | 5            | 3            | ?            | ?            | 38       | 14     | ?           | ?          |
| G. Carnevale   | 4        | 0       | ?           | ?          | 4            | 0            | ?            | ?            | 8        | 0      | ?           | ?          |
| R. Catterina   | 27       | 0       | ?           | ?          | 5            | 0            | ?            | ?            | 32       | 0      | ?           | ?          |
| A. Di Chiara   | 21       | 1       | ?           | ?          | 3            | 0            | ?            | ?            | 24       | 1      | ?           | ?          |
| S. Eberini     | 32       | -42     | ?           | ?          | 5            | -8           | ?            | ?            | 37       | -50    | ?           | ?          |
| M. Fogli       | 2        | 0       | ?           | ?          | 2            | 0            | ?            | ?            | 4        | 0      | ?           | ?          |
| G. Francini    | 30       | 0       | ?           | ?          | 5            | 0            | ?            | ?            | 35       | 0      | ?           | ?          |
| E. Galasso     | 27       | 0       | ?           | ?          | 5            | 0            | ?            | ?            | 32       | 0      | ?           | ?          |
| V. Graziani    | 30       | 8       | ?           | ?          | -            | -            | -            | -            | 30       | 8      | 0+          | 0+         |
| A. Imborgia    | 20       | 2       | ?           | ?          | -            | -            | -            | -            | 20       | 2      | 0+          | 0+         |
| G. Invernizzi  | 17       | 0       | ?           | ?          | -            | -            | -            | -            | 17       | 0      | 0+          | 0+         |
| G. Lelj        | 10       | 0       | ?           | ?          | -            | -            | -            | -            | 10       | 0      | 0+          | 0+         |
| L. Lovari      | 7        | -7      | ?           | ?          | -            | -            | -            | -            | 7        | -7     | 0+          | 0+         |
| W. Mazzarri    | 12       | 1       | ?           | ?          | -            | -            | -            | -            | 12       | 1      | 0+          | 0+         |
| L. Mossini     | 33       | 4       | ?           | ?          | 5            | 0            | ?            | ?            | 38       | 4      | ?           | ?          |
| G. Pallavicini | 28       | 2       | ?           | ?          | 5            | 0            | ?            | ?            | 33       | 2      | ?           | ?          |
| A. Paradiso    | 4        | 0       | ?           | ?          | 5            | 3            | ?            | ?            | 9        | 3      | ?           | ?          |
| L. Sola        | 34       | 0       | ?           | ?          | 4            | 0            | ?            | ?            | 38       | 0      | ?           | ?          |
| P. Volpi       | 16       | 1       | ?           | ?          | 5            | 0            | ?            | ?            | 21       | 1      | ?           | ?          |
| F. Zuccheri    | 33       | 0       | ?           | ?          | 5            | 0            | ?            | ?            | 38       | 0      | ?           | ?          |